# João Souza
João Olavo Soares de Souza (Mogi das Cruzes, 27 mei 1988) is een Braziliaanse tennisser. Hij heeft nog geen ATP toernooi gewonnen, maar deed wel al mee aan Grand Slams. Hij stond eenmaal in een finale van een ATP-toernooi in het dubbelspel. Hij heeft negen challengers in het enkelspel en zeven challengers in het dubbelspel op zijn naam staan.

## Palmares

### Palmares enkelspel
| Legenda                       | Legenda               |
| ----------------------------- | --------------------- |
| Grand Slam                    |                       |
| Olympische Spelen             |                       |
| tot 2009                      | vanaf 2009            |
| Tennis Masters Cup            | ATP Finals            |
| ATP Masters Series            | ATP Tour Masters 1000 |
| ATP International Series Gold | ATP Tour 500          |
| ATP International Series      | ATP Tour 250          |

| Nr.                  | Datum             | Toernooi              | Ondergrond | Tegenstander in finale | Score           |
| -------------------- | ----------------- | --------------------- | ---------- | ---------------------- | --------------- |
| Gewonnen challengers |                   |                       |            |                        |                 |
| 1.                   | 5 april 2010      | Bogota                | Gravel     | Alejandro Falla        | 4-6, 6-4, 6-1   |
| 2.                   | 20 september 2010 | Bogota                | Gravel     | Reda El Amrani         | 6-4, 7-65       |
| 3.                   | 18 april 2011     | Santos                | Gravel     | Diego Junqueira        | 6-4, 6-2        |
| 4.                   | 10 september 2012 | Cali                  | Gravel     | Thiago Alves           | 6-2, 6-4        |
| 5.                   | 1 oktober 2012    | Quito                 | Gravel     | Guillaume Rufin        | 6-2, 7-64       |
| 6.                   | 7 oktober 2013    | São José do Rio Preto | Gravel     | Alejandro González     | 7-6(0), 6-3     |
| 7.                   | 5 januari 2014    | São Paulo             | Hardcourt  | Alejandro González     | 6-4, 6-4        |
| 8.                   | 7 augustus 2016   | Cortina               | Gravel     | Laslo Đere             | 6-4, 7-64       |
| 9.                   | 14 augustus 2016  | Fano                  | Gravel     | Nicolás Kicker         | 6-4, 6-712, 6-2 |

### Palmares dubbelspel
| Nr.                          | Datum             | Toernooi       | Ondergrond | Partner                | Tegenstanders in finale               | Score            | Details |
| ---------------------------- | ----------------- | -------------- | ---------- | ---------------------- | ------------------------------------- | ---------------- | ------- |
| Verloren finales herendubbel |                   |                |            |                        |                                       |                  |         |
| 1.                           | 8 februari 2015   | ATP Quito      | Gravel     | Víctor Estrella Burgos | Gero Kretschmer Alexander Satschko    | 5-7, 6-7(3)      | Details |
| Gewonnen challengers         |                   |                |            |                        |                                       |                  |         |
| 1.                           | 27 april 2009     | Pereira        | Gravel     | Víctor Estrella Burgos | Juan Sebastián Cabal Alejandro Falla  | 6-4, 6-4         |         |
| 2.                           | 17 september 2012 | Campinas       | Gravel     | Marcelo Demoliner      | Marcel Felder Máximo González         | 6-1, 7-5         |         |
| 3.                           | 15 oktober 2012   | Rio de Janeiro | Gravel     | Marcelo Demoliner      | Frederico Gil Pedro Sousa             | 6-2, 6-4         |         |
| 4.                           | 22 oktober 2012   | Porto Alegre   | Gravel     | Marcelo Demoliner      | Simon Greul Alessandro Motti          | 6-3, 3-6, [10-7] |         |
| 5.                           | 4 maart 2013      | Santiago       | Gravel     | Marcelo Demoliner      | Federico Delbonis Diego Junqueira     | 7-5, 6-1         |         |
| 6.                           | 22 april 2013     | São Paulo      | Gravel     | Marcelo Demoliner      | James Cerretani Pierre-Hugues Herbert | 6-4, 3-6, [10-6] |         |
| 7.                           | 21 september 2014 | Quito          | Gravel     | Marcelo Demoliner      | Duilio Beretta Martín Cuevas          | 6-4, 6-4         |         |

## Prestatietabellen
| Legenda | Legenda                          |
| ------- | -------------------------------- |
| g.t.    | geen toernooi gehouden           |
| l.c.    | lagere categorie                 |
| –       | niet deelgenomen                 |
| G       | uitgeschakeld in de groepsfase   |
| 1R      | uitgeschakeld in de eerste ronde |
| 2R      | uitgeschakeld in de tweede ronde |
| 3R      | uitgeschakeld in de derde ronde  |
| 4R      | uitgeschakeld in de vierde ronde |
| KF      | uitgeschakeld in de kwartfinale  |
| HF      | uitgeschakeld in de halve finale |
| F       | de finale verloren               |
| W       | het toernooi gewonnen            |
| w-v     | winst/verlies-balans             |

### Prestatietabel enkelspel
| Grandslamtoernooien   |      |      |      |      |        |
| Australian Open       | –    | 1R   | –    | 1R   | 0-2    |
| Roland Garros         | –    | 1R   | –    | 1R   | 0-2    |
| Wimbledon             | –    | –    | –    | 1R   | 0-1    |
| US Open               | 1R   | –    | –    | 1R   | 0-2    |
| Winst-verlies         | 0–1  | 0–2  | 0–0  | 0–4  | 0-7    |
| ATP World Tour Finals |      |      |      |      |        |
| ATP World Tour Finals | –    | –    | –    | –    | 0-0    |
| ATP Masters 1000      |      |      |      |      |        |
| Indian Wells          | –    | –    | –    | –    | 0-0    |
| Miami                 | –    | –    | –    | –    | 0-0    |
| Monte Carlo           | –    | –    | –    | –    | 0–0    |
| Rome                  | –    | –    | –    | –    | 0-0    |
| Madrid                | –    | –    | 1R   | –    | 0-1    |
| Montreal/Toronto      | –    | –    | –    | –    | 0–0    |
| Cincinnati            | –    | –    | –    | –    | 0-0    |
| Shanghai              | –    | –    | –    | –    | 0–0    |
| Parijs                | –    | –    | –    | –    | 0-0    |
| Olympische Spelen     |      |      |      |      |        |
| Olympische Spelen     | g.t. | –    | g.t. | g.t. | 0-0    |
| Statistieken          |      |      |      |      |        |
| Totaal aantal titels  | 0    | 0    | 0    | 0    | 0      |
| Totaal winst-verlies  | 7-8  | 6-10 | 1-4  | 7-18 | 27-50  |
| Eindejaarsranking     | 104  | 143  | 126  | 143  | n.v.t. |

### Prestatietabel dubbelspel
| Grandslamtoernooien   |     |      |        |
| Australian Open       | 3R  | –    | 2-1    |
| Roland Garros         | –   | 1R   | 0-1    |
| Wimbledon             | –   | 1R   | 0-1    |
| US Open               | 2R  | –    | 1-1    |
| Winst-verlies         | 3-2 | 0-2  | 3-4    |
| ATP World Tour Finals |     |      |        |
| ATP World Tour Finals | –   | –    | 0-0    |
| ATP Masters 1000      |     |      |        |
| Indian Wells          | –   | –    | 0-0    |
| Miami                 | –   | 2R   | 1-1    |
| Monte Carlo           | –   | –    | 0–0    |
| Madrid                | –   | –    | 0-0    |
| Rome                  | –   | –    | 0-0    |
| Montreal/Toronto      | –   | –    | 0–0    |
| Cincinnati            | –   | –    | 0-0    |
| Shanghai              | –   | –    | 0–0    |
| Parijs                | –   | –    | 0-0    |
| Olympische Spelen     |     |      |        |
| Olympische Spelen     | –   | g.t. | 0-0    |
| Statistieken          |     |      |        |
| Totaal aantal titels  | 0   | 0    | 0      |
| Eindejaarsranking     | 74  | 113  | n.v.t. |